# Mariano Ceruti
Mariano Ceruti (Sunchales, Santa Fe, 18 de julio de 1979) es un baloncestista argentino que se desempeña en la posición de alero. Aunque hizo una larga carrera como jugador profesional en diversos clubes, su figura está muy identificada con Libertad, institución que lo formó deportivamente y con la que obtuvo muchos títulos.

## Trayectoria
Ceruti debutó en Libertad en 1994. Sus primeros años fueron muy exitosos: fue parte del plantel que se consagró campeón de la Liga B en 1996 y del Torneo Nacional de Ascenso en 1998; integró la selección de la provincia de Santa Fe que disputó y ganó el Campeonato Argentino de Básquet de 1997 organizado en La Rioja; en 2000 fue reconocido como el Jugador de Mayor Progreso de la Liga Nacional de Básquet; y en 2002 guio a su equipo en la conquista de la Liga Sudamericana de Clubes, siendo escogido MVP del certamen. Tuvo su chance de migrar a Europa, contratado por el Pavia de la Legadue, pero al cabo de unos pocos meses retornó a Libertad.
Se alejó del club sunchalense para jugar la temporada 2003-04 con Gimnasia y Esgrima La Plata. Su actuación con su nueva camiseta fue excelente -registrando promedios de 17.7 puntos, 2.4 rebotes, 2.6 asistencias y 1.4 robos por partido- y conduciendo a sus compañeros hasta la final del torneo, donde cayeron ante Boca.
Retornó nuevamente a Libertad, donde permanecería hasta 2008 -aunque en 2005 jugó fuera de temporada en Paraguay. En este nuevo ciclo ganó dos veces el Torneo Súper 8 (2005 y 2007), una vez más la Liga Sudamericana de Clubes (2007) y el campeonato profesional que le faltaba: la Liga Nacional de Básquet (2007-08). Aunque el alero hizo aportes importantes a los logros colectivos de su equipo, en lo personal comenzó a declinar en su rendimiento, luego de que se perdiera toda la temporada 2006-07 a causa de una lesión en el tendón de Aquiles (lesión que volvería a arruinarle la temporada en 2011).
A partir de 2008 comenzó su largo derrotero por el Torneo Nacional de Ascenso: jugó para San Martín de Corrientes, Oberá Tenis Club, Sarmiento de Resistencia y Tiro Federal de Morteros. También tuvo retornos a la LNB en 2013 con La Unión de Formosa y en 2015 con Libertad, pero en ambas ocasiones estuvo relegado al banco de suplentes. En 2018, luego de haber disputado la Liga Provincial de Mayores de Santa Fe con Atlético de Rafaela y el Torneo Federal de Básquetbol con Unión de Sunchales, jugó los playoffs de La Liga Argentina con Villa San Martín.
Los últimos años de su carrera trascurrieron en la tercera categoría, la misma en la que había debutado a sus 15 años. En 2021 regresó a Libertad, pero no para jugar en La Liga Argentina sino en el Torneo Oficial de la Asociación Rafaelina de Basquetbol.

### Clubes
| Club                        | País      | Año             |
| --------------------------- | --------- | --------------- |
| Libertad                    | Argentina | 1994 - 2002     |
| Pavia                       | Italia    | 2002            |
| Libertad                    | Argentina | 2002 - 2003     |
| Gimnasia y Esgrima La Plata | Argentina | 2003 - 2004     |
| Libertad                    | Argentina | 2004 - 2005     |
| Deportivo San José          | Paraguay  | 2005            |
| Libertad                    | Argentina | 2005 - 2008     |
| San Martín de Corrientes    | Argentina | 2008 - 2010     |
| Oberá                       | Argentina | 2010 - 2011     |
| San Martín de Corrientes    | Argentina | 2011            |
| Oberá                       | Argentina | 2011 - 2012     |
| Tiro Federal                | Argentina | 2012            |
| La Unión de Formosa         | Argentina | 2013            |
| Sarmiento de Resistencia    | Argentina | 2013 - 2014     |
| Tiro Federal                | Argentina | 2014 - 2015     |
| Libertad                    | Argentina | 2015 - 2016     |
| Tiro Federal                | Argentina | 2016 - 2017     |
| Atlético de Rafaela         | Argentina | 2017            |
| Unión de Sunchales          | Argentina | 2018            |
| Villa San Martín            | Argentina | 2018            |
| Unión de Sunchales          | Argentina | 2018 - 2019     |
| AMAD de Goya                | Argentina | 2019 - 2020     |
| Ben Hur                     | Argentina | 2021            |
| Libertad                    | Argentina | 2021 - Presente |

## Selección nacional
Ceruti fue convocado a la selección de básquetbol de Argentina en 2001, llegando a disputar los Juegos de la Buena Voluntad de Brisbane en los que su equipo consiguió la medalla de plata tras caer en la final ante un combinado de los Estados Unidos integrado por jugadores de la NBA.